# Poá (água mineral)
Água Mineral Poá é a marca da água mineral extraída da Fonte Áurea, em Poá, estado de São Paulo. É comercializada pela Empresa de Águas Minerais Poá.

## História
As instalações da Empresa de Águas Minerais Poá foram construídas na década de 1950, pelo empresário Caetano Mero, sendo inauguradas em 19 de abril de 1951, pelo então governador de São Paulo, Lucas Nogueira Garcez. Graças à Fonte Áurea, a cidade de Poá foi elevada à condição de "estância hidromineral", pelo governador Laudo Natel, em 1970. Para que isto acontecesse era necessária a vazão de 96 mil litros de água mineral por dia, sendo que ficou constatada a vazão de 480 mil litros diários, além do alto teor de radioatividade da água e suas qualidades fisioterápicas.
A Água Mineral Poá foi a primeira água mineral comercializada em copos e em garrafas de plástico, motivo pelo qual ficou famosa no Brasil, método utilizado hoje por diversas marcas de água mineral e de refrigerantes.